# Wolfsbach (Bayreuth)

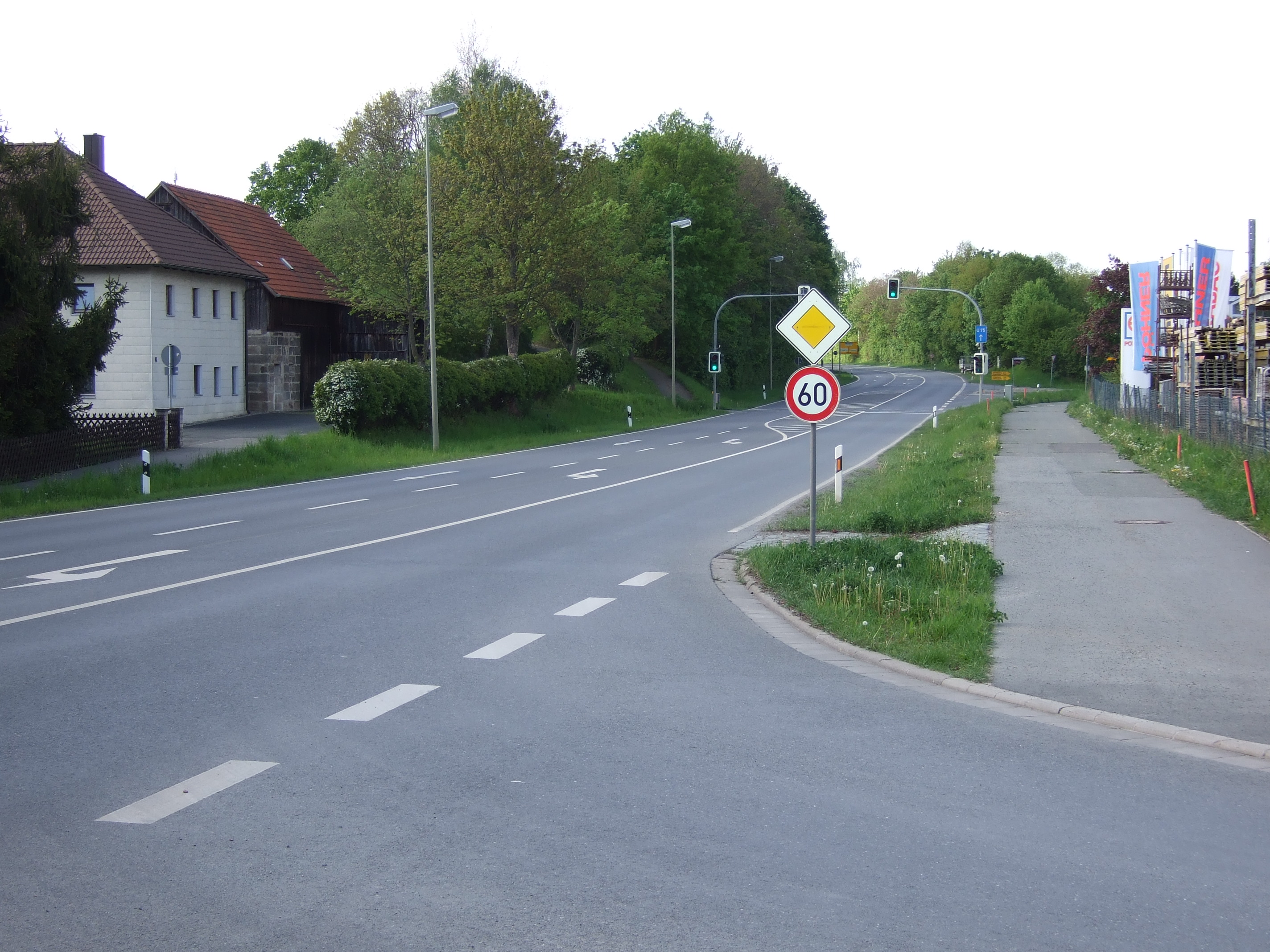
Wolfsbach: die Äußere Nürnberger Straße (B 2 und B 85) zerschneidet den Ort – links das ehemalige Anwesen Nr. 9 (fürstliches Zollhaus)

Wolfsbach ist ein Stadtteil von Bayreuth und eine Gemarkung in Oberfranken, die teils auf dem Stadtgebiet von Bayreuth, teils auf dem Gemeindegebiet von Creußen liegt. Die Gemarkung hat eine Fläche von 6,093 km². Sie ist in 898 Flurstücke aufgeteilt, die eine durchschnittliche Flurstücksfläche von 6784,88 m² haben. In ihr liegen neben Wolfsbach die Orte Eimersmühle, Krugshof,  Neuenreuth, Ottmannsreuth, Püttelshof, Schlehenberg und Schlehenmühle.

## Lage

Wolfsbach im späten 19. Jahrhundert

Wolfsbach liegt im Südosten der Stadt auf einer Anhöhe im Westen des Schlehenbergs. In der Nordsüdrichtung wird der Ort von der Äußeren Nürnberger Straße geteilt, auf der die Bundesstraßen 2 und 85 verlaufen. Direkt westlich des Orts verläuft die Bundesautobahn 9, die in diesem Bereich 1937 errichtet und zwischen 2002 und 2006 sechsstreifig ausgebaut wurde.
Nach Osten grenzt Wolfsbach an den Gemeindeteil Schamelsberg der Gemeinde Emtmannsberg, in Richtung Süden an die Gemeindeteile Ottmannsreuth und Neuenreuth der Stadt Creußen. Die im Westen (Thiergarten) und Norden (Oberkonnersreuth) gelegenen Orte gehören wie Wolfsbach heute zu Bayreuth.
Einziges Fließgewässer im Ort ist der weitgehend verrohrte Thiergartenweihergraben, der nahe der Schlehenmühle in den Roten Main mündet.

## Name
Die Herkunft des Namens ist ungeklärt. Flurbezeichnungen wie Wolfsloh und Wolfsloch stützen die These, die Anwesenheit von Wölfen sei für den Namen verantwortlich gewesen.

## Geschichte

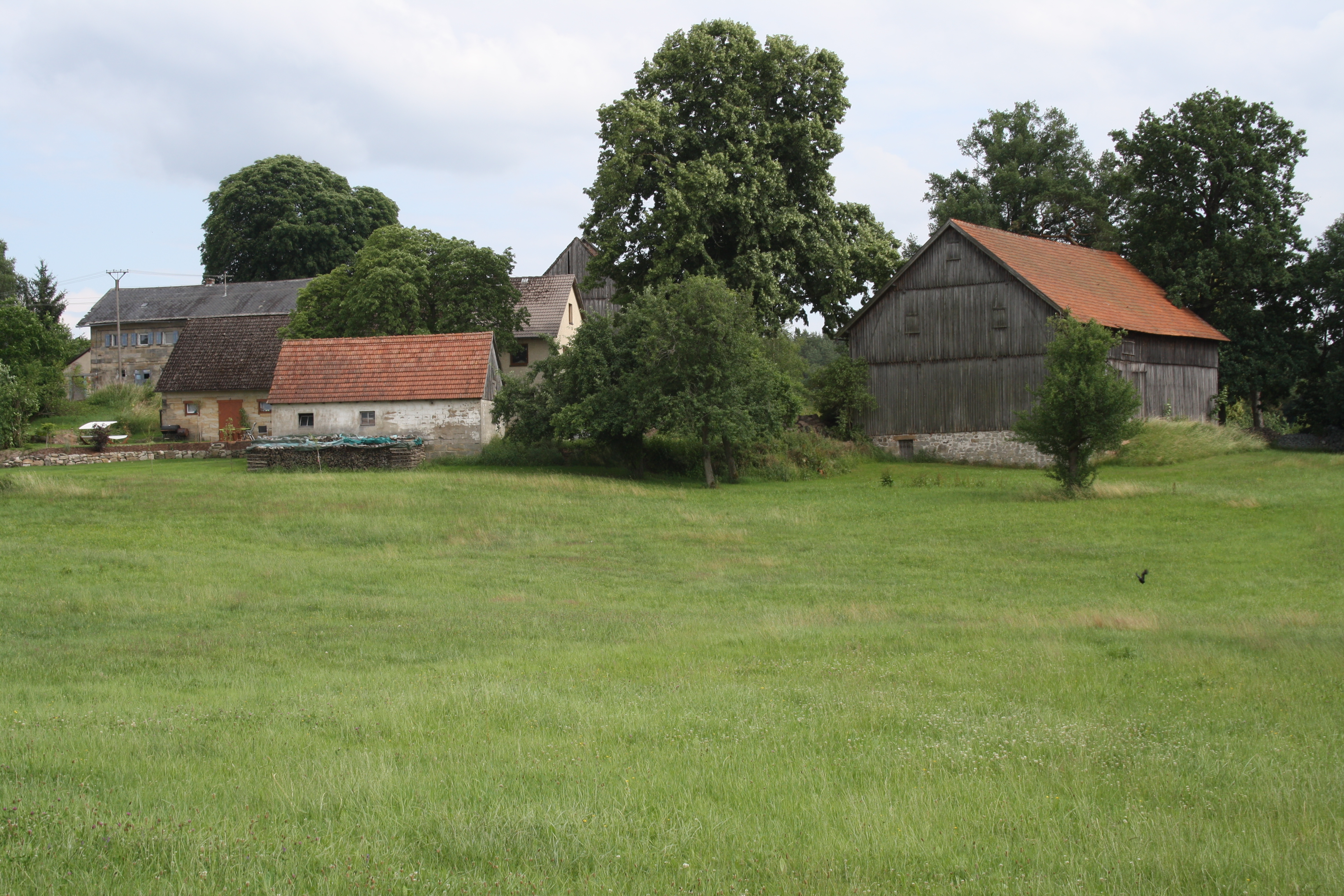
Der Krugshof wurde 1382 erstmals urkundlich erwähnt

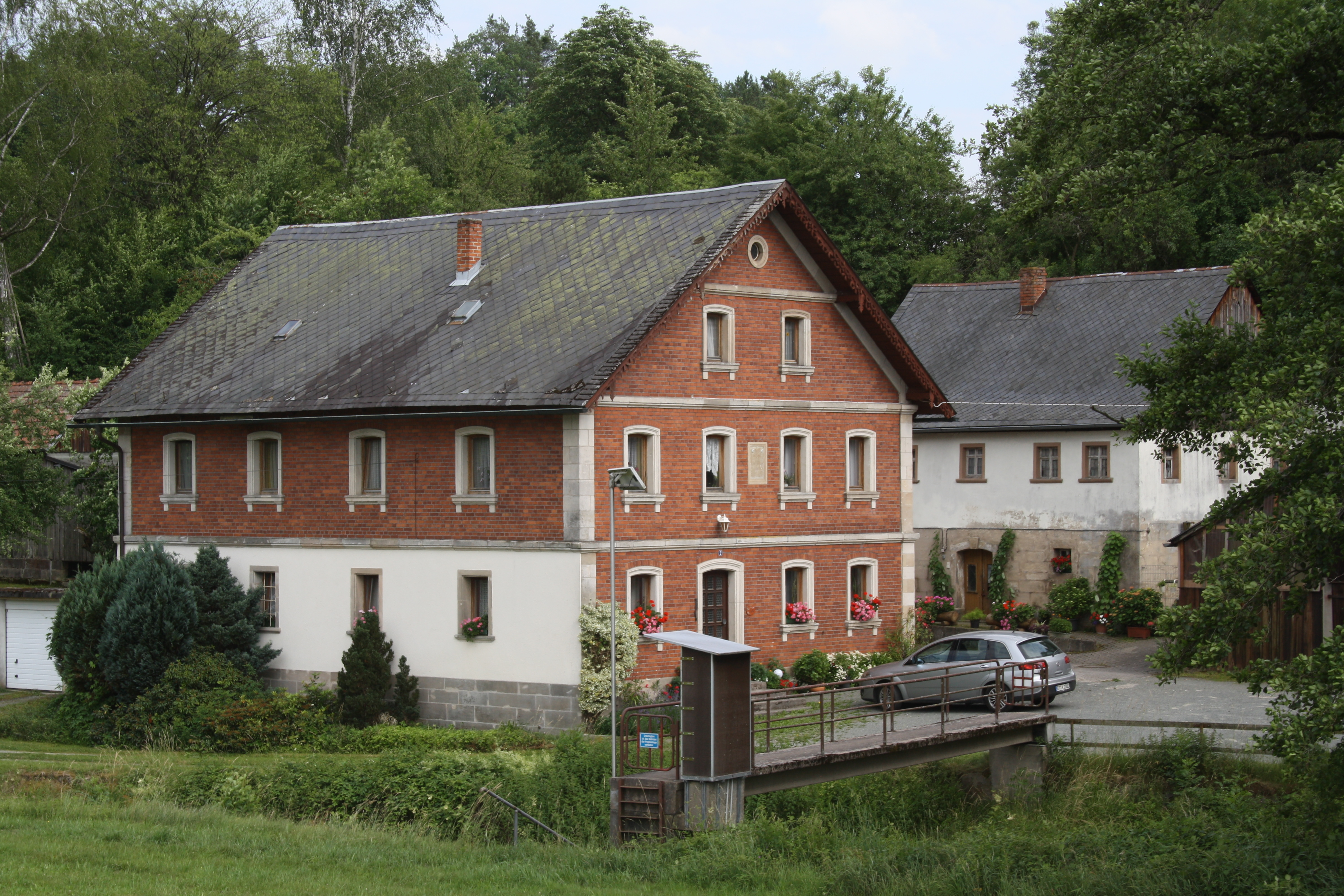
Schlehenmühle

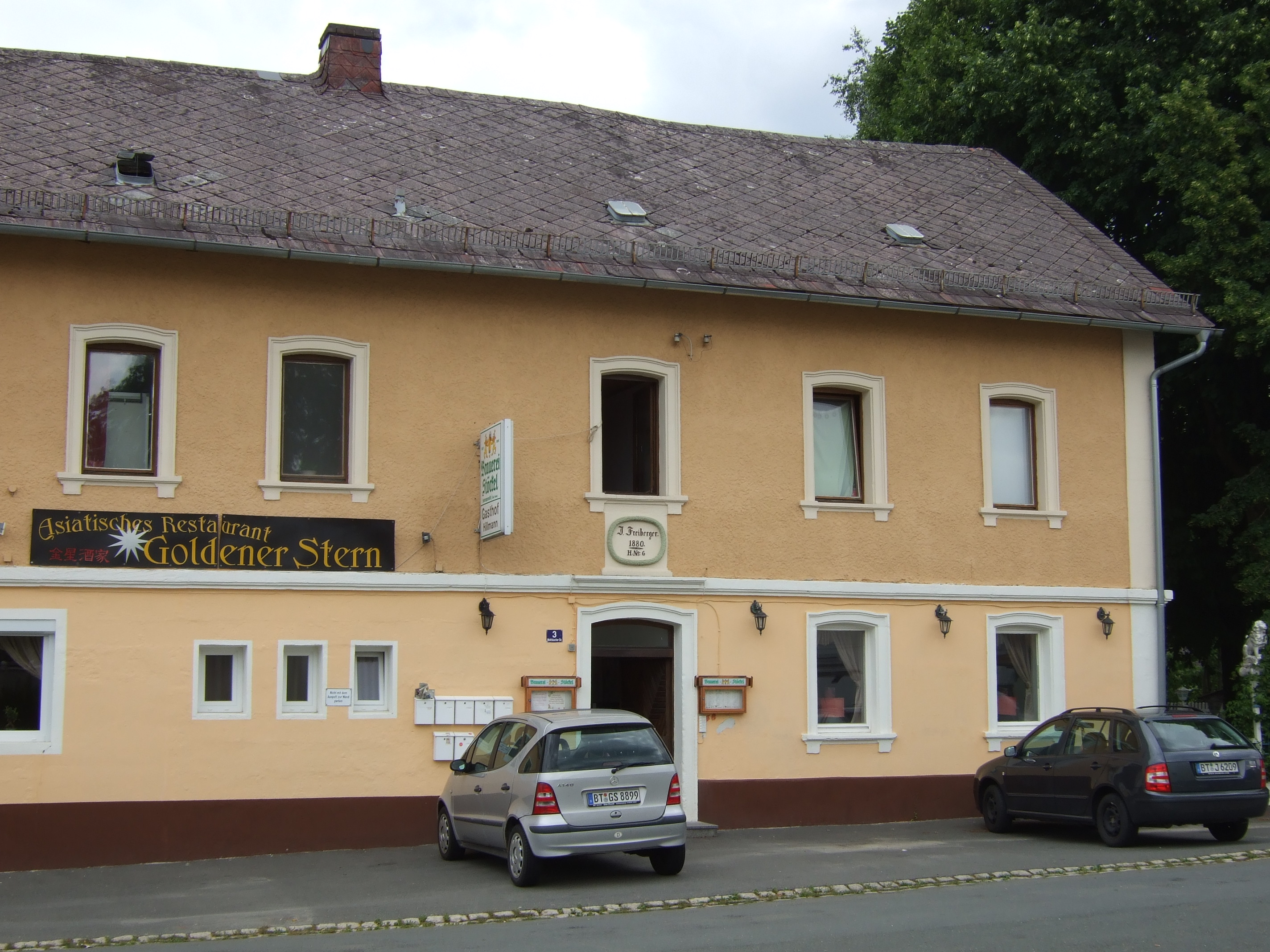
Das Gasthaus zählt zu den markgräflichen „Urhöfen“

Bis ins 20. Jahrhundert hinein war Wolfsbach ein Bauerndorf. Der Ort bestand aus dem Ortskern mit sechs Anwesen, einer Schmiede, einer Mühle (Schlehenmühle) und den zwei Einzelhöfen Büttelshof bzw. Püttelshof und Krugshof. Letztere wurden 1382 erstmals urkundlich erwähnt. Die sogenannten Gerechtigkeiten wie Backfeuerrecht, Braurecht, Mahlrecht, Schankrecht und Schmiedegerechtigkeit waren an Anwesen gebunden.
Dem Reichssteuerregister von 1497 sind erste Aufzeichnungen über die Bewohner zu entnehmen. Zunächst gab es keine freien Bauern. Die Landwirte standen in einem Lehensverhältnis, sie waren abgabepflichtig und mussten dem Lehensherrn Frondienste leisten. Die Lehenshöfe waren hinsichtlich ihrer Größe in folgende Einheiten eingeteilt: ganzer Hof, halber Hof, viertel Hof, Selden, Trüpfhäuschen. Gemäß dem Landbuch von 1499 besaß der Kulmbacher Markgraf vier halbe Höfe, die Schmiede und die Mühle. Der adeligen Familie von Nanckenreuth gehörte der damals „Krueg“ genannten Krugshof, der aus zwei Gutshöfen, dem oberen und dem unteren Gut, bestand. 1429 waren noch die Herren von Kindsperg als dessen Lehensherren benannt. Erst in der napoleonischen Zeit erhielten die Bauern – nach der Abschaffung des Feudalwesens – das Eigentum an ihren Höfen und Ländereien. Oft waren die Landwirte kleiner Anwesen gezwungen, einen Nebenerwerb (Weber, Schneider, Schuhmacher, Gastwirt) auszuüben. Gelegentlich wurden die Anwesen vorübergehend auch von Pachtbauern bewirtschaftet.
Während der Markgrafenzeit war Wolfsbach Teil des Amtes Creußen. Seit 1564 gehört der Ort zum damals gegründeten Kirchensprengel Sankt Johannis. In einem Pfarrverzeichnis von 1568 sind sämtliche Haushalte mit Namen und Personenzahl aufgeführt.
In den Jahren 1602 – damals wurden zwei Familien komplett ausgelöscht – und 1634 wütete in Wolfsbach die Pest. 1687 ist im Ort eine Gastwirtschaft nachweisbar, die 1880 neu gebaut wurde und 1885 brannte.
Zur Zeit der Markgrafen gab es in Wolfsbach eine Zolleinnahmestation. Deren Gebäude wurde 1797 vom preußischen Staat an eine Privatperson veräußert. Der Krugshof war damals Wechselstation zum Umspannen der Kutschpferde.
Gegen Ende des 18. Jahrhunderts gab es in Wolfsbach 5 Anwesen (2 Halbhöfe, 1 Halbhof mit Zapfenschenke, 1 Sölde, 1 Schmiede). Die Hochgerichtsbarkeit stand dem bayreuthischen Stadtvogteiamt Creußen zu. Die Dorf- und Gemeindeherrschaft sowie die Grundherrschaft über sämtliche Anwesen hatte das Hofkastenamt Bayreuth. Zur Realgemeinde Wolfsbach gehörten Krugshof, Püttelshof und Schlehenmühle.
Von 1797 bis 1810 unterstand der Ort dem Justiz- und Kammeramt Pegnitz. Nachdem im Jahr 1810 das Königreich Bayern das Fürstentum Bayreuth käuflich erworben hatte, wurde Wolfsbach bayerisch. Infolge des Gemeindeedikts wurde Wolfsbach dem 1812 gebildeten Steuerdistrikt Oberkonnersreuth zugewiesen. Zugleich entstand die Ruralgemeinde Wolfsbach, zu der Krugshof, Püttelshof und Schlehenmühle gehörten. Sie war in Verwaltung und Gerichtsbarkeit dem Landgericht Bayreuth zugeordnet und in der Finanzverwaltung dem Rentamt Bayreuth (1919 in Finanzamt Bayreuth umbenannt). Mit dem Gemeindeedikt von 1818 wurde Ottmannsreuth mit Eimersmühle, Forsthaus Kamerun und Neuenreuth eingegliedert.
1852 brannte der Püttelshof ab, dessen Besitzer Bürgermeister der Gemeinde war. Dabei wurden die Gemeindeakten ein Raub der Flammen.
Ab 1862 gehörte Wolfsbach zum Bezirksamt Bayreuth (1939 in Landkreis Bayreuth umbenannt). Die Gerichtsbarkeit blieb beim Landgericht Bayreuth (1879 in Amtsgericht Bayreuth umgewandelt). Die Gemeinde hatte eine Gebietsfläche von 5,868 km².
1878 wurde die Freiwillige Feuerwehr gegründet. Aus jenem Jahr stammt eine Landkarte, auf der erstmals die Hausnummern verzeichnet sind.
Das Gebäude der Schlehenmühle wurde 1902 neu gebaut, die Mühle mit modernen Maschinen ausgestattet. 1982 wurde die Schlehenmühle stillgelegt. Im um 1920 errichteten Haus Nummer 14 wurden neben einer Schreinerei die Poststelle und der öffentliche Fernsprecher eingerichtet. 1929 wurde in Wolfsbach erstmals ein Haus nur zu Wohnzwecken gebaut, 1932 errichtete die Gemeinde ein Haus für eine wohnungslos gewordene ortsansässige Familie.
1907 wurde von Bürgermeister Keller eine neue Gemeindechronik begonnen, die die Zeit ab 1860 umfasst. Sie endet – nach der Einsetzung eines nationalsozialistischen Bürgermeisters – im Jahr 1934. 1925 erhielt Wolfsbach durch eine Berliner Gesellschaft elektrischen Strom.
Um 1970 wurde die Bundesstraße großzügig ausgebaut, seitdem teilt sie den Ort optisch in zwei Hälften. An der Straße in Richtung Thiergarten entstand ab ca. 1967 das Wohngebiet Eichengut. Bald darauf wurde das Baugebiet Hirschbaumstraße ausgewiesen und zügig bebaut. Um 1970 entstand an der Straße nach Schamelsberg die Siedlung Am Schmidholz, deren Name an die einstige Schmiede erinnert. 1996 wurde das Gelände des ehemaligen Sägewerks und eines Holzlagerplatzes mit Reihen- und Doppelhäusern bebaut.
Am 1. Oktober 1971 wurde die Gemeinde Schamelsberg mit Bühl, Hühl und Schlehenberg eingegliedert. Im Zuge der Gebietsreform in Bayern wurde die Gemeinde Wolfsbach am 1. Mai 1978 aufgelöst:
- Krugshof, Püttelshof, Schlehenberg, Schlehenmühle und Wolfsbach wurden nach Bayreuth eingegliedert,[11]
- Bühl, Hühl und Schamelsberg nach Emtmannsberg,
- Eimersmühle, Neuenreuth und Ottmannsreuth nach Creußen.[12]

Das Anwesen Püttelshof existiert nicht mehr, dessen Flächen wurden um 2000 in das jüngste Neubaugebiet Am Holzacker einbezogen. Letzter verbliebener Vollererwerbslandwirt ist der Besitzer der „Raps’n“, eines ehemals markgräflichen Hofs, der im 19. Jahrhundert die Hausnummer 3 erhalten hatte.

### Historische Anwesen (nach alten Hausnummern geordnet)

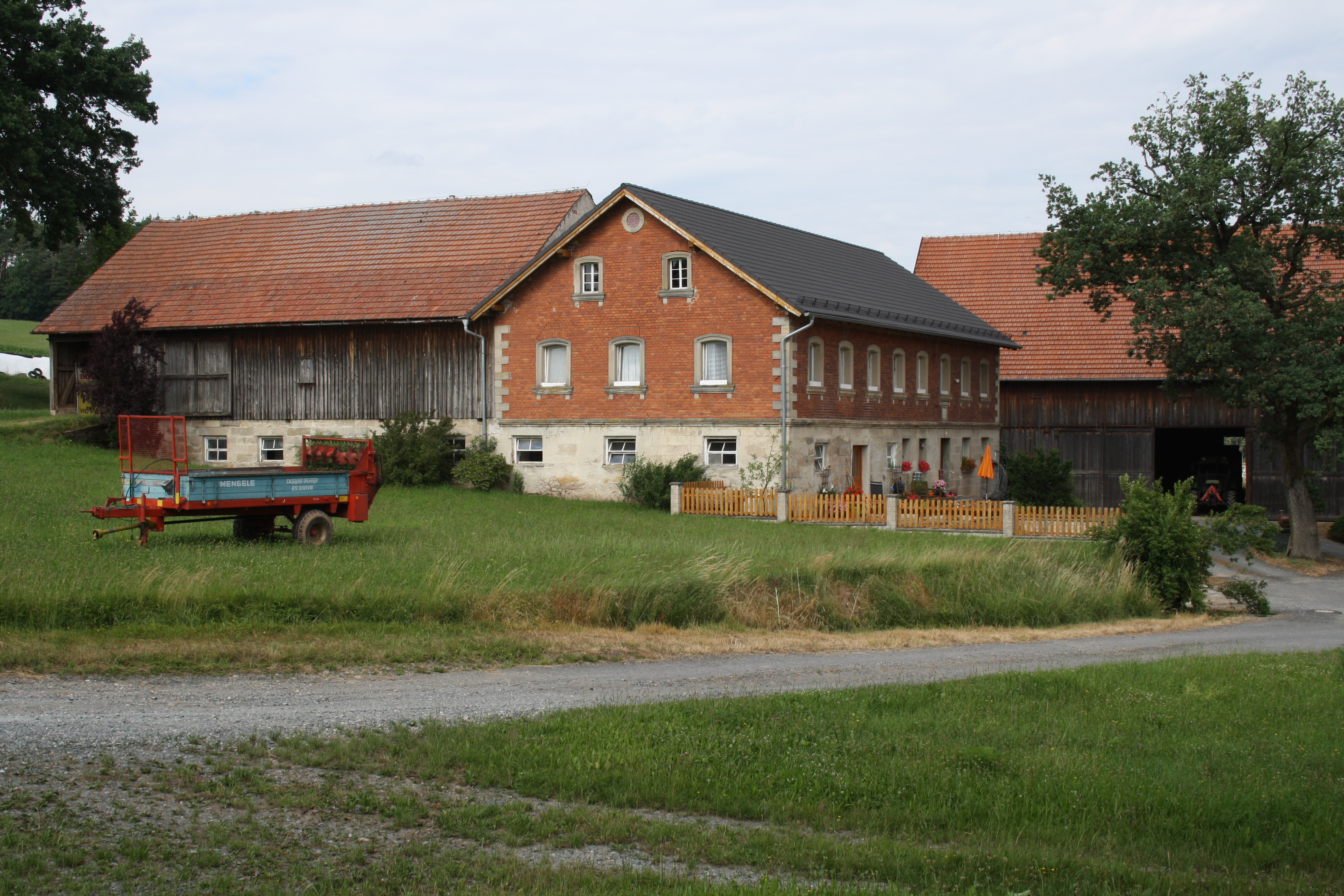
Die „Raps’n“ ist die letzte Vollerwerbslandwirtschaft

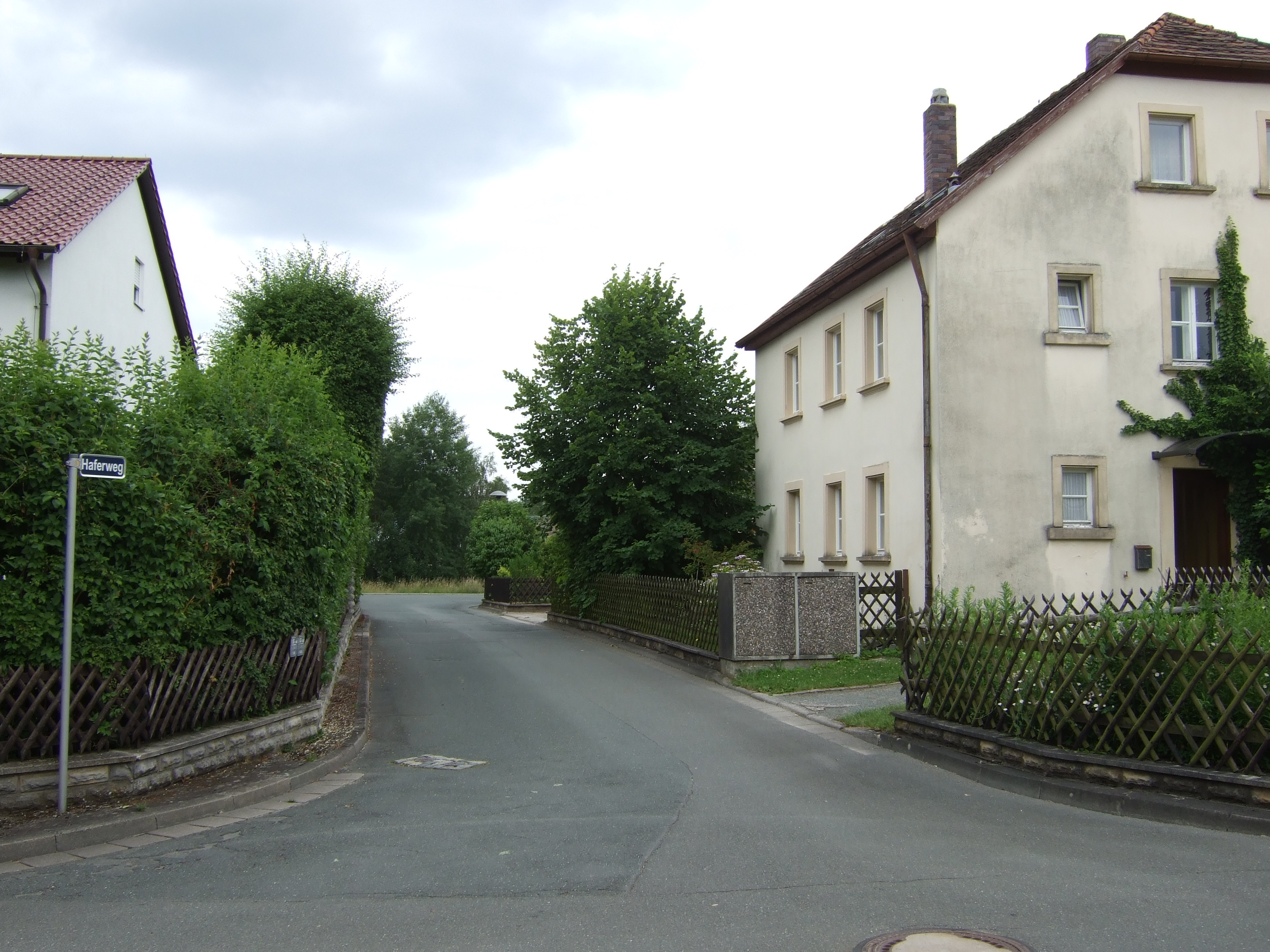
Haferweg, rechts die ehemalige Poststelle im vormaligen Haus Nr. 14

- Nr. 1: Püttelshof. Markgräflicher „Urhof“, dessen Besitzer sich bis 1559 zurückverfolgen lassen. Zum Anwesen gehörte ein Sägewerk. Zugunsten neuer Wohnbebauung (Am Holzacker) abgerissen.
- Nr. 2: Schlehenmühle. Abseits des Ortes am Roten Main gelegen, existiert sie zu Wohnzwecken weiter. Die Müller lassen sich ab 1497 identifizieren.
- Nr. 3: „Raps’n“. Markgräflicher „Urhof“, nach Johannes Raps benannt, der 1787 in die dort ansässige Familie Bauernfeind einheiratete. Letzter landwirtschaftlicher Betrieb im Vollerwerb.
- Nr. 4: Markgräflicher „Urhof“. Nach wie vor landwirtschaftlich genutzt, gab er große Flächen an das Gewerbegebiet Wolfsbach-Nord ab.
- Nr. 5: Markgräfliches Selden mit weitgehend gesicherter Besitzerfolge.
- Nr. 6: Markgräflicher „Urhof“, dessen Bewohner ab ca. 1600 eindeutig identifizierbar sind. Das Gebäude der heutigen Gastwirtschaft stammt aus dem Jahr 1880.
- Nr. 7: Schmiede. Das Selden lag am Thiergartenweihergraben, die Besitzerfolge lässt sich aus den Lehensunterlagen nahezu lückenlos nachweisen. In deren 1937 errichteten Scheune an der Straße nach Schamelsberg war die Dreschmaschine der örtlichen Dreschgenossenschaft untergestellt.
- Nr. 8: Um 1688 gegründetes Anwesen, das nicht zu den „Urhöfen“ zählt.
- Nr. 9: Fürstliches Zollhaus, im 19. Jahrhundert Schuhmacherei und Winterschule.
- Nr. 10: Eichengut. Im Landbuch von 1499 ist ein dort ansässiger Weber erwähnt. Der landwirtschaftliche Betrieb wurde 1965 stillgelegt, die Gebäude wurden bald darauf abgerissen.
- Nr. 11: Unterer Krugshof. 1429 als Lehen der Herren von Kindsperg zu Schnabelwaid erstmals erwähnt. Die Flächen werden vom Eigentümer der „Raps’n“ bewirtschaftet.
- Nr. 12: Oberer Krugshof, der von anderen Landwirten als der obere Krugshof bewirtschaftet wurde. Die Flächen sind mittlerweile verpachtet bzw. an die Stadt Bayreuth verkauft.
- Nr. 13: Vermutlich das ehemalige Chausseegeldeinnehmerhaus an der Straße nach Creußen. Um 1965 wurde die Landwirtschaft aufgegeben. Das in den 1950er Jahren als Heim für entlassene Strafgefangene genutzte Hauptgebäude existiert als Wohnhaus weiter.
- Nr. 14: Um 1920 als Wohnhaus mit Schreinerei errichtet, beherbergte es zwischenzeitlich die örtliche Poststelle.
- Nr. 15: Erstes Haus, das ausschließlich Wohnzwecken diente, 1929 erbaut.
- Nr. 16: 1932 von der Gemeinde für die wohnungslos gewordene Familie aus dem Haus Nr. 6 errichtet.

### Baudenkmäler
- Steinkreuz

### Bevölkerungsentwicklung
1810 wurde der Ort im Rustikalkataster Oberkonnersreuth geführt, statt sieben wurden bereits elf Anwesen gezählt. Zwischen 1839 und 1871 wanderten etliche Einwohner – hauptsächlich wegen wirtschaftlicher Not – in die Vereinigten Staaten, aber auch nach Österreich aus. Ca. 1850 wurden Hausnummern eingeführt, deren Zahl sich 1870 auf dreizehn erhöht hatte.
Gemeinde Wolfsbach
| Jahr      | 1822  | 1840   | 1852   | 1855   | 1861   | 1867   | 1871   | 1875   | 1880   | 1885   | 1890   | 1895   | 1900   | 1905   | 1910   | 1919   | 1925   | 1933   | 1939   | 1946   | 1950   | 1952   | 1961  | 1970   |
| Einwohner | 188   | 218    | 217    | 216    | 216    | 207    | 200    | 207    | 207    | 224    | 213    | 213    | 211    | 205    | 204    | 197    | 184    | 178    | 181    | 286    | 316    | 272    | 259   | 282    |
| Häuser    | 28    |        |        |        |        |        | 30     |        |        | 32     | 32     |        | 31     |        |        |        | 30     |        |        |        | 36     |        | 46    |        |
| Quelle    | [ 8 ] | [ 14 ] | [ 14 ] | [ 14 ] | [ 15 ] | [ 16 ] | [ 17 ] | [ 18 ] | [ 19 ] | [ 20 ] | [ 21 ] | [ 14 ] | [ 22 ] | [ 14 ] | [ 23 ] | [ 14 ] | [ 24 ] | [ 14 ] | [ 14 ] | [ 14 ] | [ 25 ] | [ 14 ] | [ 9 ] | [ 26 ] |

Ort Wolfsbach
| Jahr      | 001819 | 001822 | 001861 | 001871 | 001885 | 001900 | 001925 | 001950 | 001961 | 001970 | 001987 | 002017  |
| Einwohner | 44     | 64     | 70     | 70     | 76     | 74     | 67     | 99     | 102    | 110    | 440    | ca. 650 |
| Häuser    |        | 9      |        |        | 10     | 10     | 10     | 12     | 17     |        | 114    |         |
| Quelle    | [ 27 ] | [ 8 ]  | [ 15 ] | [ 17 ] | [ 20 ] | [ 22 ] | [ 24 ] | [ 25 ] | [ 9 ]  | [ 26 ] | [ 28 ] |         |

### Bürgermeister
- 1863 Johann Buchta vom Krugshof
- 1878 Georg Keller vom Püttelshof
- 1928 Michael Keller von der Schlehenmühle
- 1933 Martin Schieder vom Haus Nr. 4
- bis 1978 Georg Hammann vom Haus Nr. 5

### Schulen
Bis ins 20. Jahrhundert hinein wurden die Wolfsbacher Kinder in der „Winterschule“ unterrichtet, wo nur die grundlegendsten Fähigkeiten vermittelt wurden. Lehrer war ein Laie, z. B. im Jahr 1812 der ortsansässige Schuhmachermeister. 1909 wurde im nahen Oberkonnersreuth ein Schulhaus mit zwei Klassenzimmern errichtet, das die Wolfsbacher Kinder bis zur 8. Klasse besuchten. 1960 wurden sie dem Schulsprengel Sankt Johannis zugeordnet.

## Verkehr
Wolfsbach ist durch eine Omnibuslinie der Stadtwerke Bayreuth in das Netz des Verkehrsverbunds Großraum Nürnberg (VGN) eingebunden. Die Busse der Linie 310 verkehren stündlich vom ZOH in der Innenstadt bis zur Haltestelle Wolfsbacher Straße und zurück. In den Hauptverkehrszeiten gibt es mit der Linie 311 ein zusätzliches Angebot.

## Industrie und Gewerbe

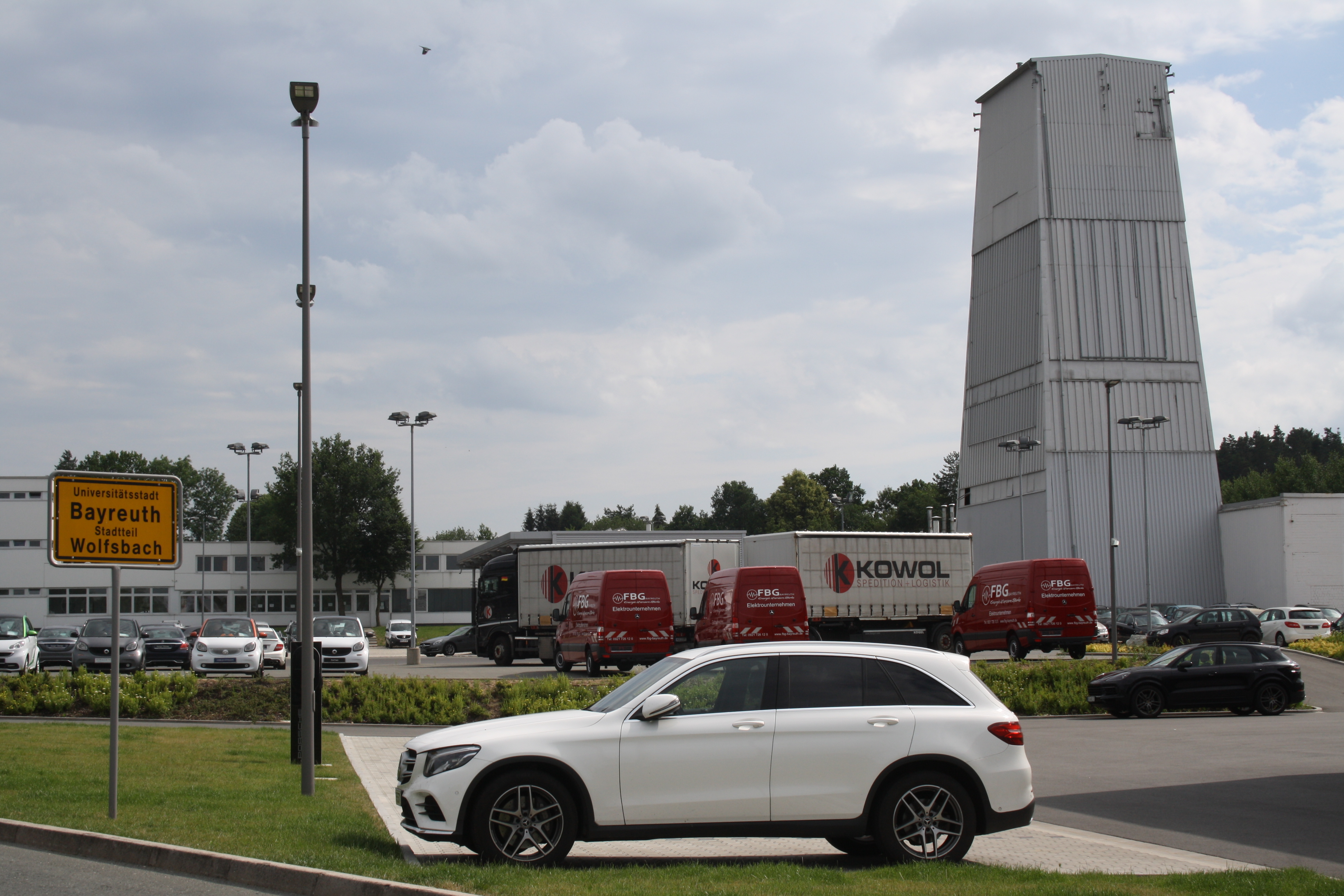
Gewerbegebiet an der Wolfsbacher Straße mit dem markanten Turm des Kalksandsteinwerks

Etwa 1960 entstand an der Wolfsbacher Straße auf Flächen des Anwesens Nr. 6 (Gasthaus) ein erstes Gewerbegebiet. Ein Kalksandsteinwerk, dessen markanter Turm nach der Schließung im Jahr 2008 erhalten blieb, und eine Kfz-Handlung siedelten sich dort an. Nördlich der Hirschbaumstraße existierten bis ca. 1985 ein Sägewerk und eine Holzhandlung. Dorthin verlegte 2009 eine Baufirma ihren Verwaltungssitz und Lagerplatz.
1995 fasste eine erste Firma im neuen Gewerbegebiet Wolfsbach–Nord Fuß, im Jahr darauf folgte das Briefzentrum der Deutschen Post. Es verlor 2019 seine Eigenständigkeit und gehört seit dem 1. Juli jenes Jahres zur Niederlassung Zwickau. Sein Einzugsbereich umfasst 21 Städte und rund 255.000 Haushalte, er reicht von Hof über Kulmbach und Wunsiedel bis nach Marktredwitz. Jeder Brief, der in der Postleitregion 95 aufgegeben und zugestellt wird, durchläuft das Briefzentrum Bayreuth – pro Tag werden von insgesamt 180 Arbeitskräften durchschnittlich 500.000 Sendungen behandelt.
Neben weiteren Firmen kam an der Gottlieb-Keim-Straße das „Kompetenzzentrum Neue Materialien“ im Jahr 2002 hinzu. 2015 wurde das Forschungsgebäude des Fraunhofer-Zentrums für Hochtemperatur-Leichtbau eröffnet.